# Robregordo
Robregordo – osada w Hiszpanii na północy wspólnoty autonomicznej Madryt, 91 km od Madrytu. 